# François Sumichrast

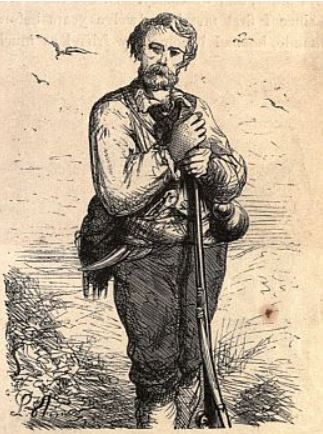
François Sumichrast in Adventures of a Young Naturalist

Adrien Louis Jean François Sumichrast (auch Francis E. Sumichrast; * 15. Oktober 1828 in Yvorne; † 26. September 1882 in Tonalá) war ein schweizerisch-mexikanischer Naturforscher und Zoologe, der lange Zeit in Mexiko lebte.

## Leben und Wirken
Sumichrast studierte in Lausanne, Genf und Bern. Nachdem er seine Studien beendet hatte, widmete er sich mit Leidenschaft der Naturkunde. Bald erkannte er, dass ihm die Studien der europäischen Fauna nicht mehr ausreichten und so entschloss er sich, sich nach Mexiko aufzumachen, um dort die Urwaldgebiete zu erforschen. Gemeinsam mit Henri de Saussure, einem Enkel des Geologen Horace-Bénédict de Saussure, brach er deshalb in den Jahren 1855 bis 1856 zu einer Reise nach Mexiko auf. Im April 1855 erreichten sie Veracruz, wo sie nur kurze Zeit verweilten. Ihr nächstes Ziel war Córdoba. Hier nahmen sie der französische Unternehmer Agustín Legrand und seine Familie gastfreundlich auf. Am 16. April besuchten sie Auguste Sallé und Adolphe Boucard in deren Hazienda Tospam, die sich nahe von Córdoba befand. Das Treffen war von kurzer Dauer, da Sallé und Boucard gerade zu einer Expedition in die umliegenden Berge aufbrachen. Zwei Tage später traf man sich wieder bei ihren gemeinsamen Freunden Legard.
Nach einem kurzen Aufenthalt in Cordoba setzten Sumichrast und de Saussure ihre Reise fort und besuchten nacheinander Orizaba, Puebla, Mexiko-Stadt, Tampico und andere Städte im Landesinneren. Beide reisten ca. ein Jahr gemeinsam durch Mexiko. Sumichrast sammelte in dieser Zeit reichlich naturhistorisches Material, eine Sammlung, die de Saussure schließlich mit nach Genf brachte. Während de Saussure bedingt durch Unruhen rund um die Bundesverfassung der Vereinigten Staaten von Mexiko von 1857 sich entschloss, nach Europa zurückzukehren, war Sumichrast fest entschlossen, in Mexiko zu bleiben und seine Forschungsarbeiten fortzusetzen. Sumichrast begleitete auch Lucien Biart und dessen Sohn auf seiner Forschungsreise durch Mexiko.
Von dieser Zeit bis zu seinem Tod widmete sich Sumichrast der Sammlung naturkundlicher Objekte und der Erforschung des Verhaltens der Tiere dieses Landes. Er erkundete vor allem die Bundesstaaten und Gebiete Veracruz, Puebla, die Zona Metropolitana del Valle de México, Oaxaca, den Isthmus von Tehuantepec und Chiapas. Im letzten Bundesstaat überraschte ihn schließlich der Tod inmitten seiner Erkundungen.
In seinem letzten Brief an Boucard vom 1. April 1882 berichtete er, dass er im Moment eine möglichst vollständige Reptiliensammlung für das naturhistorische Museum in Cambridge zusammentragen wolle und hoffe, dass auch einige schöne Objekte an Boucard gehen könnten. Außerdem plante er Ende des Jahres mit seiner Familie nach Europa zu reisen. Sumichrast kannte wohl auch den Naturforscher und Künstler Rafael Montes de Oca. So erwähnte er 1882 in einem Bericht Montes de Oca, der am Río Coatán in der Nähe von Tapachula Beulenkrokodile (Crocodylus moreletii) beobachtet hatte.
Bereits am 30. August 1870 heiratete Sumicrast in Juchitán de Zaragoza Rosalía "Rosita" geb. Nivon, die im Jahr 1891 verstarb. Mit ihr hatte er vier Töchter, von denen eine kurz nach seinem Tod wie Sumichrast an der Cholera verstarb. Seiner Frau wurde der Rosenbauchfink (Passerina rositae (Lawrence, 1874)) gewidmet.
Seine Sammlungen sind über ganz Nordamerika und Europa verstreut. Sie landeten in der Smithsonian Institution, bei der Academy of Natural Sciences of Philadelphia, an den Universitäten Harvard und Boston, sowie an Museen in der Schweiz, Deutschland und Frankreich. In den letzten Jahren seines Lebens wurden mehrere Ergebnisse von Sendungen mit Reptilien und Fischen aus Mexiko und Mittelamerika mit der Hilfe seines Freundes Boucard in der Fachzeitschrift Mission scientifique au Mexique et dans l'Amérique Centrale veröffentlicht. Neben diesen Lieferungen an die großen Museen und Universitäten beider Welten, fand er immer wieder Zeit mit wichtigen Wissenschaftlern zu korrespondieren. So fanden seine Beobachtungen und Korrespondenzen z. B. in Publikationen von de Saussure, George Newbold Lawrence, Edward Drinker Cope, Matteo Botteri, Hippolyte Crosse, Paul Henri Fischer und Boucard Eingang. Obwohl Sumichrast die Reptilien am meisten am Herzen lagen, forschte er auch auf anderen Gebieten der Naturkunde. So sammelte er Säugetiere, Vögel, Insekten, Krustentiere, Muscheln und sogar Fossilien, Mineralien sowie Pflanzen.

## Mitgliedschaften
Seit 1854 war er Mitglied der Société des Sciences naturelles du canton de Vaud. 1860 folgte die Sociedad Mexicana de Historia Natural und er wurde korrespondierendes Mitglied des Museum of Comparative Zoology. Im Jahr 1865 wurde er Mitglied der Sociedad Mexicana de Geografía y Estadística und der Entomological Society of Philadelphia. Schließlich trat er 1882 der Brookville Society of Natural History bei und wurde korrespondierendes Mitglied der Smithsonian Institution. Bei der Société zoologique de France war er seit 1880 Mitglied.

## Dedikationsnamen
Lawrence nannte 1871 die Zimtschwanzammer (Peucaea sumichrasti) und den Schmalschnabel-Zaunkönig (Hylorchilus sumichrasti ) zu seinen Ehren. Henri de Saussure nannte 1860 die Vesperratte (Nyctomys sumichrasti) und das Mittelamerikanische Katzenfrett (Bassariscus sumichrasti) und 1861 mit Reithrodontomys sumichrasti  eine Erntemäuse-Art zu seinen Ehren. Cope widmete ihm 1866 die Sattelflecken-Strumpfbandnatter (Thamnophis sumichrasti) und 1867 die Skinke-Art Plestiodon sumichrasti, Paul Louis Antoine Brocchi 1879 die Laubfrösche-Art Exerodonta sumichrasti. Mit Eucalodium (Oligostylus) sumichrasti Crosse & P. Fischer, 1878 wurde ihm auch eine Landschneckenart gewidmet. Sein Name findet sich auch in der Echte Bienen-Art Ptilothrix sumichrasti (Cresson, 1878), der Mörtel- und Blattschneiderbienen-Art Megachile sumichrasti Cresson, 1878, der Hundertfüßer-Art Scolopendra sumichrasti Saussure, 1860, der Doppelfüßer-Art Neoleptodesmus sumichrasti Humbert & Saussure, 1861, der Feldheuschrecken-Art Melanoplus sumichrasti (Saussure, 1861), der Feldheuschrecken-Art Achurum sumichrasti (Saussure, 1861) der Crematogaster-Art Crematogaster sumichrasti Mayr, 1870, der Ameisen-Art Neivamyrmex sumichrasti Norton, 1868 und in Machaerocera sumichrasti Thomas, 1874, ein Synonym für die Kurzfühlerschrecken-Art Machaerocera mexicana Saussure, 1859.
Außerdem findet sich sein Name in den Unterarten der Beryllamazilie (Amazilia beryllina sumichrasti Salvin, 1891), des Kalifornienhähers (Aphelocoma californica sumichrasti (Ridgway, 1874)), der Olivrückenammer (Arremonops rufivirgatus sumichrasti (Sharpe, 1888)), der Rosenkehlbekarde (Pachyramphus aglaiae sumichrasti (Nelson, 1897)) und der Graukopftrogon-Unterart (Trogon citreolus sumichrasti (Brodkorb, 1942)). In der Familie der Dipsadinae findet man die Unterart Enulius flavitorques sumichrasti Bocourt,1883, die oft auch als Synonym für Enulius flavitorques Cope, 1886 betrachtet wird.
Passerina sumichrasti Ridgway, 1887 wird heute als Synonym für die Lasurkardinal-Unterart (Cyanocompsa parellina indigotica (Ridgway, 1887)), Nyctidromus albicollis sumichrasti (Ridgway, 1912) als Synonym für die Pauraquenachtschwalben-Unterart (Nyctidromus albicollis yucatanensis Nelson, 1901), Cyrtonyx sumicrasti Lawrence, 1877 als Synonym für die Tränenwachtel (Cyrtonyx ocellatus (Gould, 1837)) und Dives sumichrasti Sclater, PL, 1884 als Synonym für den Trauerstärling (Dives dives (Deppe, 1830)) betrachtet. Auch Loxocemus sumichrasti Bocourt, 1876 wird heute als Synonym für die Spitzkopfpython (Loxocemus bicolor Cope, 1861), Thymele sumichrasti Scudder, 1872 als Synonym für die Dickkopffalter-Art Typhedanus undulatus (Hewitson, 1867) und Citharichthys sumichrasti Jordan, 1889 als Synonym für die Scheinbutte-Art Citharichthys gilberti (Jenkins & Evermann, 1889), angesehen. Die von Eugène Pierre Nicolas Fournier 1886 beschriebene Paspalum sumichrasti gilt heute als Synonym für die Süßgräser-Art Paspalum squamulatum.

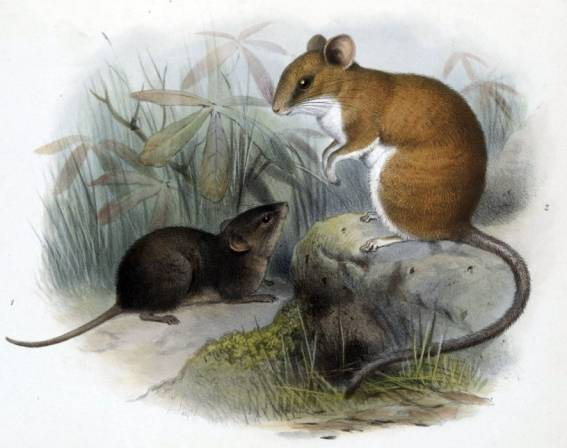
Vesperratte (rechts) illustriert von Joseph Smit
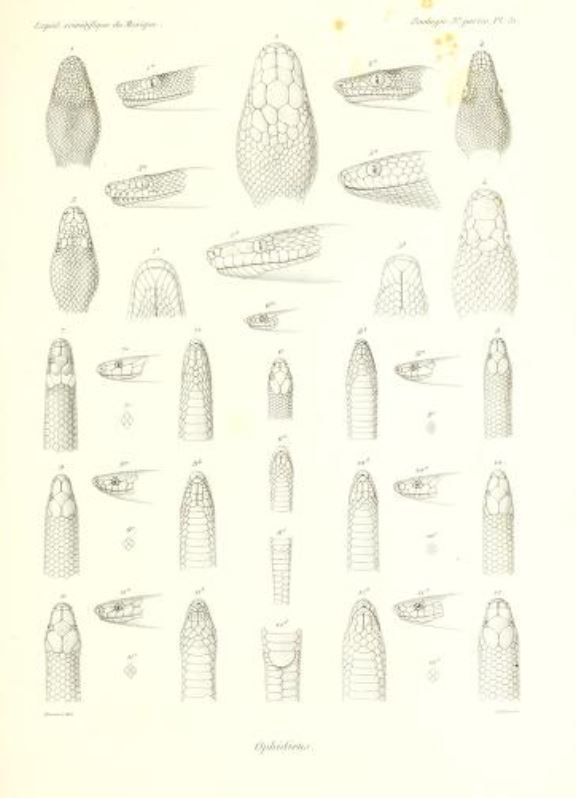
Enulius flavitorques sumichrasti (Darstellungen 6, 6a, 6b, 6C) illustriert von Marie Firmin Bocourt
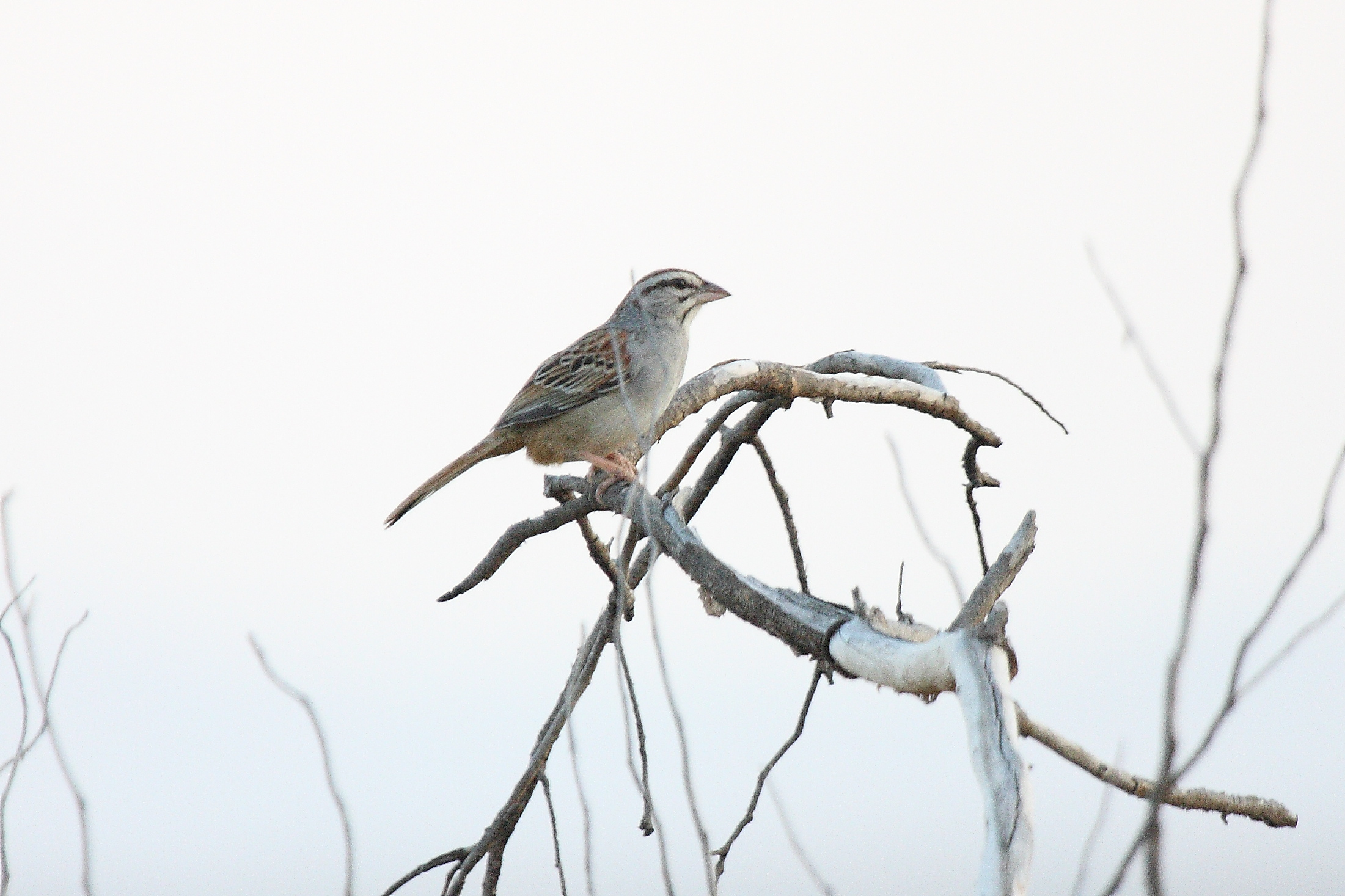
Zimtschwanzammer
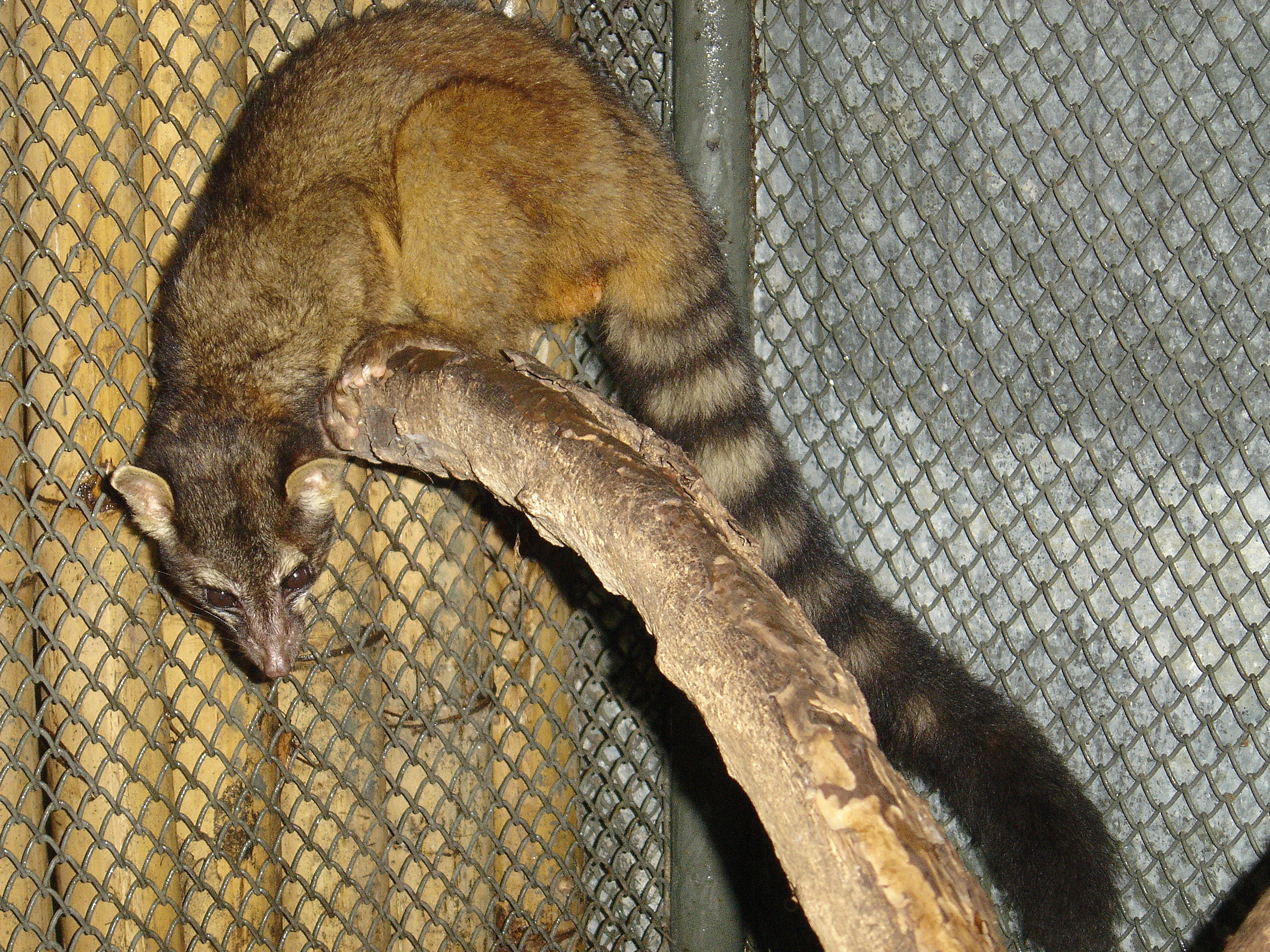
Mittelamerikanisches Katzenfrett

## Publikationen (Auswahl)
- Note sur les mœurs de quelques reptiles du Mexique. In: Archives des sciences physiques et naturelles. Band 19, 1864, S. 45–61 (biodiversitylibrary.org).
- in Edward Norton: Notes on Mexican Ants. In: The American naturalist. Band 2, Nr. 2, 1868, S. 57–73 (biodiversitylibrary.org – 1868–1869).
- The Geographical Distribution of the Native Birds of the Department of Vera Cruz, with a list of the Migratory Species. In: Memoirs read before the Boston Society of Natural History. Band 1, März 1869, S. 542–563 (biodiversitylibrary.org – 1866–1869).
- Notas sobre las costumbres de algunos reptiles de Mexico. In: La naturaleza; periódico científico del Museo Nacional de Historia Natural y de la Sociedad Mexicana de Historia Natural. Band 1, 1870, S. 176–180 (biodiversitylibrary.org – 1869–1870).
- Notas sobre las costumbres de algunos reptiles de Mexico. In: La naturaleza; periódico científico del Museo Nacional de Historia Natural y de la Sociedad Mexicana de Historia Natural. Band 1, 1870, S. 203–206 (biodiversitylibrary.org – 1869–1870).
- Distribucion geografica de las aves del estado Veracruz y Lista de las especies emigrantes. In: La naturaleza; periódico científico del Museo Nacional de Historia Natural y de la Sociedad Mexicana de Historia Natural. Band 1, 1870, S. 298–312 (biodiversitylibrary.org – 1869–1870).
- Distribucion geografica de las aves del estado Veracruz y Lista de las especies emigrantes. In: La naturaleza; periódico científico del Museo Nacional de Historia Natural y de la Sociedad Mexicana de Historia Natural. Band 2, 1871, S. 29–39 (biodiversitylibrary.org – 1871–1873).
- Coup d'œil sur la distribution géographique des Reptiles au Mexique,. In: Archives des sciences physiques et naturelles. Band 46, 1873, S. 233–250 (biodiversitylibrary.org).
- Oberservation sur les mœurs de l'Heloderma horridum (I), Wiegmann, Note de M. Bocourt. In: Comptes rendus hebdomadaires des séances de l'Académie des sciences. Band 80, 1875, S. 676–679 (biodiversitylibrary.org).
- Contribution a l'histoire naturelle du Mexique. In: Bulletin de la Société zoologique de France. Band 5, 1880, S. 163–190 (biodiversitylibrary.org).
- Contribution a l'histoire naturelle du Mexique. In: Bulletin de la Société zoologique de France. Band 6, 1881, S. 231–232 (biodiversitylibrary.org).
- Enumeracion de las Especies de Mamíferos, aves, reptiles y batracios observados en la parte central y meridional de la República Mexicana. In: La naturaleza; periódico científico del Museo Nacional de Historia Natural y de la Sociedad Mexicana de Historia Natural. Band 5, 1881, S. 199–213 (biodiversitylibrary.org – 1880–1881).
- Enumeracion de las aves observadas en el territorio de la Republica Mexicana. In: La naturaleza; periódico científico del Museo Nacional de Historia Natural y de la Sociedad Mexicana de Historia Natural. Band 5, 1881, S. 227–250 ( – 1880–1881).
- Contribucion à la Historia Natural de México. In: La naturaleza; periódico científico del Museo Nacional de Historia Natural y de la Sociedad Mexicana de Historia Natural. Band 5, 1881, S. 268–299 (biodiversitylibrary.org – 1880–1881).
- Enumeracion de las Especes de Reptiles observados en la parte meridional de la República Mexicana. In: La naturaleza; periódico científico del Museo Nacional de Historia Natural y de la Sociedad Mexicana de Historia Natural. Band 6, 1882, S. 31–45 (biodiversitylibrary.org – 1882–1884).
- Enumeracion de los Batracios observados en la parte oriental y meridional de la República Mexicana. In: La naturaleza; periódico científico del Museo Nacional de Historia Natural y de la Sociedad Mexicana de Historia Natural. Band 6, 1882, S. 78–84 (biodiversitylibrary.org – 1882–1884).